# エリー・トラン・ハ
エリー・トラン・ハ（Elly Tran Ha、1987年8月6日 - ）は、ベトナムのモデル・グラビアアイドル・女優である。純粋無垢な容貌と豊満なバスト、抜群のスタイルで人気を博す。名前のカタカナ表記は人民網日本語版に従う。

## 経歴
1987年8月6日、ホーチミン市に生まれる。米国籍中国人とベトナム人のハーフ（本人も米国籍を持つ）で、現地では有名な一族の出身である。
幼少時より芸術関連の活動が大好きだった。下級中等学校（6 - 9学年）を出たばかりのころ、エリーは女優になりたくて演技を学んだ。しかし、家族はそれを心配し、最終的に父親の判断で観光学を学ぶ学校に進学した。エリーは写真が好きで、家族や友人とよくポーズをとっている。
エリーの写真がソーシャルメディアで拡散を始めると、ほどなくして彼女の体と顔の美しさにネット民は騒然となる。写真を通して芸術的情熱を充足させる機会も多くなり、写真スタジオや雑誌、ティーンエイジャー向けのウェブサイトのモデルを務める。
2010年、タイの映画会社からのオファーによりThat Sounds Good - Rao Song Sam Khonに出演する。その美しさと演技の才能を評価されてのことだが、これ以降ベトナムの映画にも出演している。	

### フィルモグラフィー
| 年   | タイトル                             | 役             | 備考   |
| ---- | ------------------------------------ | -------------- | ------ |
| 2010 | That Sounds Good - Rao Song Sam Khon | ベトナム人少女 | [ 8 ]  |
| 2011 | Bóng ma học đường (Hantu sekolah)    | Nana Ly        | [ 9 ]  |
| 2011 | Sài Gòn Yo! (Saigon Yo!)             | Hoa            | [ 10 ] |
| 2011 | Khát vọng thượng lưu                 | An             | [ 11 ] |
| 2011 | Ngọc Trai (Mutiara)                  |                |        |
| 2012 | Tiểu thư vào bếp (Nyonya Dapur)      | Thiên Kim      |        |
| 2012 | Những cô nàng độc thân làm mẹ        | Kim Hiền       |        |
| 2012 | Hoa cúc xanh                         | Giáng My       | [ 12 ] |